# タウンゼンド・コールマン
タウンゼンド・コールマン（Townsend Coleman、1954年5月28日 -） は、アメリカ合衆国の男性声優。

## 概要
ニューヨークで生まれ、オハイオ州クリーブランド、コロラド州デンバーで育つ。1974年からオハイオ州のラジオ局でDJ兼プロダクションディレクターとして活動。1975年からはフリーとなり、1984年9月にロサンゼルスに移住。

## ノミネート歴
- 1997年度アニー賞
  - 声優賞テレビアニメ部門候補：『The Tick』（ティック役）[2]。

## 出演作品

### テレビアニメ
1985年
- ガジェット警部（ケープマン）

1986年
- 戦え!超ロボット生命体トランスフォーマー（マーティン）
- 戦え!超ロボット生命体トランスフォーマー2010（リワインド）

1987年
- ミュータント・タートルズ（ミケランジェロ）

1988年
- ジェム!（シスコ）
- スーパーマン
- ダイノライダー

1989年
- カラテ・キッド
- ミュータント・タートルズ（クランゲ（シーズン3のみ）、ラットキング）
- Ring Raiders（ヤシュ・ヤカムラ）

1990年
- カートゥーン オールスターズ（ミケランジェロ、父親）
- キャプテン・プラネット
- テイルスピン（ニュースのアナウンサー）
- トムとジェリーキッズ

1991年
- ウォーリーをさがせ!（ウォーリー）
- ダックにおまかせ ダークウィング・ダック（パトリック）
- ミュータント・タートルズ（スプリンター（シーズン5のみ））

1992年
- バットマン（チック）

1993年
- ミュータント・タートルズ（シュレッダー（シーズン7のみ））

1994年
- The Tick（ティック）

1995年
- スパイダーマン（若返ったシルバーメイン）
- ライオンキングのティモンとプンバァ（ハゲタカの警察官）

1996年
- スーパーマン（プログラマー）

1997年
- スーパーマン（キャプテン、パイロット）
- ピンキー&ブレイン（FBI捜査官）

1998年
- アニマニアックス（Katzeneisnerman）
- インヴェイジョンUSA
- スーパーマン（ニンジャ）

1999年
- スーパーマン（ギャングのリーダー）

2000年
- バットマン・ザ・フューチャー（フェイク・フェイス）

2005年
- ダック・ドジャース（エージェント2）

2007年
- ザ・バットマン（キャンパスの警備員）
- トランスフォーマー アニメイテッド（センチネル・プライム）

2008年
- トランスフォーマー アニメイテッド（ニュースボット）

2009年
- トランスフォーマー アニメイテッド（トラックス）

### 劇場アニメ
1992年
- グリーンガリー/永遠の熱帯雨林（ノッティ）

### OVA
1998年
- バスターとチョーンシーの素敵なクリスマス（ジョセフ）
- バットマン サブゼロ 凍りついた愛

2007年
- スーパーマン ドゥームズデイ（ドリルのオペレーター）

2008年
- ジャスティス・リーグ: ニュー・フロンティア（マグナス博士）

### ゲーム
1991年
- T.M.N.T. Turtles in Time（ミケランジェロ）

2007年
- MassEffect（ダリウス、他）

2012年
- Lego Batman 2: DC Super Heroes（ミスター・フリーズ、マッド・ハンター、ジェームズ・ゴードン）

2022年
- ミュータント タートルズ:シュレッダーの復讐（ミケランジェロ）

### テレビドラマ
1987年
- ホテル（ドアマン）

### 映画
1986年
- ブラックライダー（ウェイター）

### ラジオドラマ
- Adventures in Odyssey（ジェイソン）

### その他
2002年
- Spy TV（ナレーター）